# Габриеля Заполска
Габриеля Запо̀лска е артистичен псевдоним на Ма̀рия Габриеля Стафа̀ния Ко̀рвин-Пьотро̀вска (на полски: Gabriela Zapolska, Maria Gabriela Janowska), полска актриса, писателка, публицистка, представителка на полския натурализъм.

## Биография
Габриеля Корвин-Пьотровска е родена на 30 март 1857 година в село Подхайце, близо до град Луцк, в земевладелското семейство на Юзефа (с родово име Карска) и Винценти Корвин-Пьотровски. Баща и е маршал на волинската шляхта. Получава образование в Лвов.
По настояване на родителите и през 1876 година се омъжва за Константи Шнежко-Блоцки, офицер на руска служба. Младото семейство се настанява във Варшава. В 1879 година Габриеля дебютира на сцена като част от аматьорската трупа на Варшавското благотворително дружество. През 1882 година дебютира в Краковския театър. Там приема псевдонима „Заполска“. Следва участия в Познанския, Лвовския, Варшавския правителствен театър, както и в пътуващи театри.
През 1889 година заминава за Париж. Там в периода 1889 – 1891 година учи актьорско майсторство. Играе на сцената на няколко парижки театъра. През 1895 година се връща във Варшава. Следващите години се опитва да се утвърди на театралната сцена, но без успех. Това я подтиква да се насочи към писането. През 1901 година сключва брак с художника Станислав Яновски. На следващата година двамата се местят в Краков, където Габриеля основава училище за драматично изкуство. През 1903 година заедно със своите ученици организира актьорска трупа и създава театъра „Независима сцена“. В 1904 година се мести в Лвов, където до края на живота си се посвещава на писателска работа. Пише основно фейлетони, романи и разкази, както и рецензии на театрални постановки.
Габриеля Заполска умира на 21 декември 1921 година в Лвов. Погребана е на Лучаковското гробище.